# Leucocoprinus
Genre
Leucocoprinus (les leucocoprins) est un genre de champignons basidiomycètes de la famille des agaricacées. Proches des lépiotes, ils ont une marge relevée en vieillissant comme les coprins.
Le genre comprend plus de 100 espèces, dont l'espèce type Leucocoprinus cepistipes. Une espèce proche et plus courante est Leucocoprinus birnbaumii, que l'on trouve dans les serres ou au pied des plantes d'appartement.